# Monza
Monza je italské město v oblasti Lombardie v provincii Milano. Od 11. června 2004 je oficiálně hlavním městem provincie Monza e Brianza, prakticky jím je až od komunálních voleb v roce 2009, město je známé především díky automobilovému okruhu Autodromo Nazionale Monza.

## Historie
Nálezy pohřebních uren z konce 19. století dokazují, že v oblasti se lidé vyskytují již od doby bronzové.
Ve 3. století př. n. l. si Řím podmanil keltský kmen Insumbrů, kteří přišli přes Alpy a usadili se kolem města Mediolanum (dnešní Milán). Ti pak založili na řece Lambro vesnici. Jediné, co se z ní dochovalo, jsou ruiny mostu. V období Římské říše se Monza nazývala Modicia.
Období langobardského vpádu do Itálie bylo pro Monzu důležitým obdobím. Langobardská královna Theodelinda zde nechala postavit kostelík, který je dnes součástí baziliky Jana Křtitele. Podle pověsti královna Theodelinda usnula a ve snu se jí zjevila labuť, která jí řekla: modo (latinsky zde), že na tom místě má postavit kostelík. Královna jí odpověděla etiam (latinsky ano), z těchto dvou slov podle legendy vzniklo středověké jméno města Modoetia.
Ve středověku Monza patřila k Milánu a Viscontiům, stejně tak ale zažívala doby samostatnosti.
V 19. století zde byla postavena první železnice v severní Itálii.
29. července 1900 byl v Monze zavražděn italský král Umberto I.
V monze žije přibližně 122 250 obyvatel, starosta; Dario Allevi.

## Vývoj počtu obyvatel
Počet obyvatel

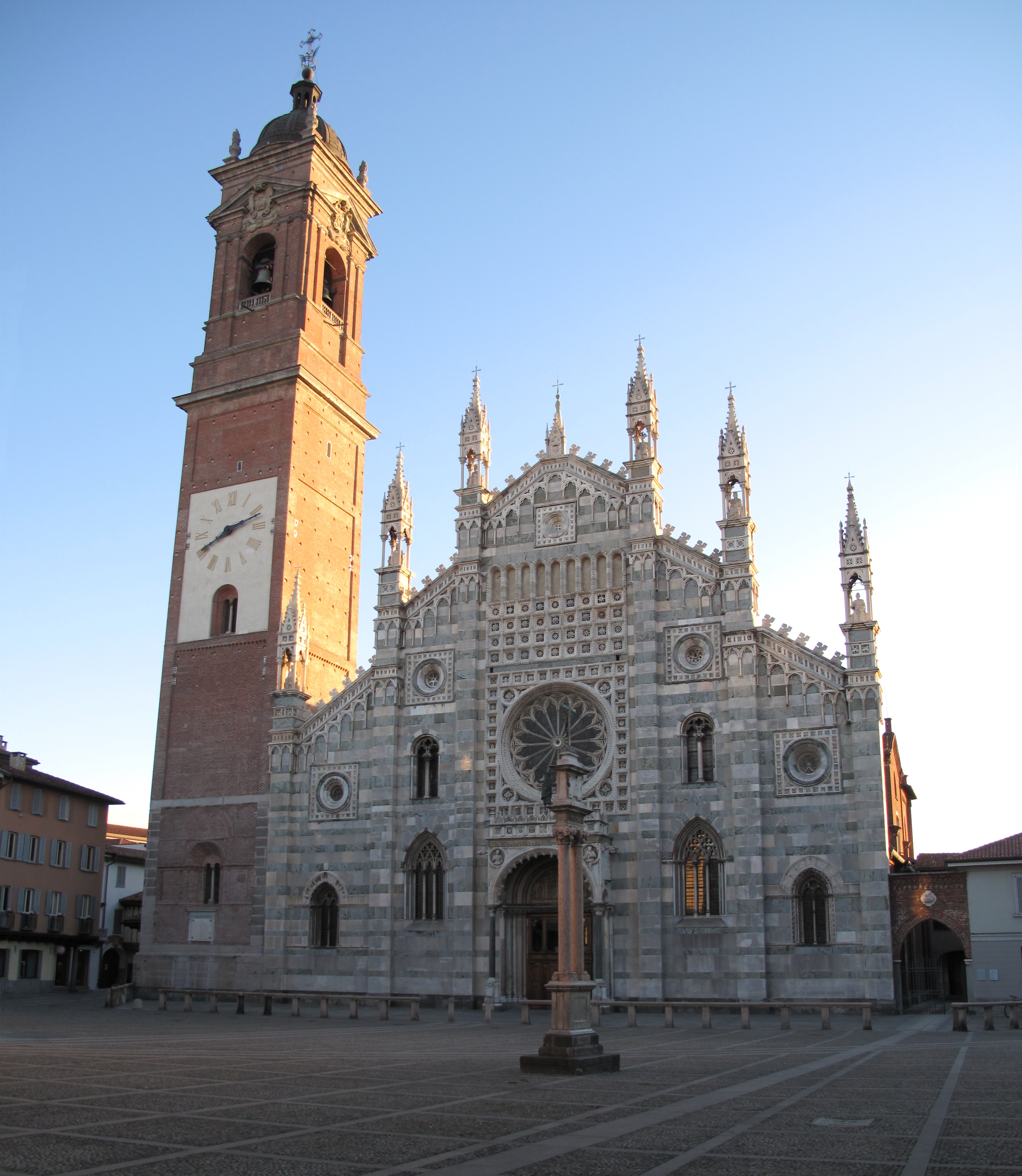
Bazilika Jana Křtitele
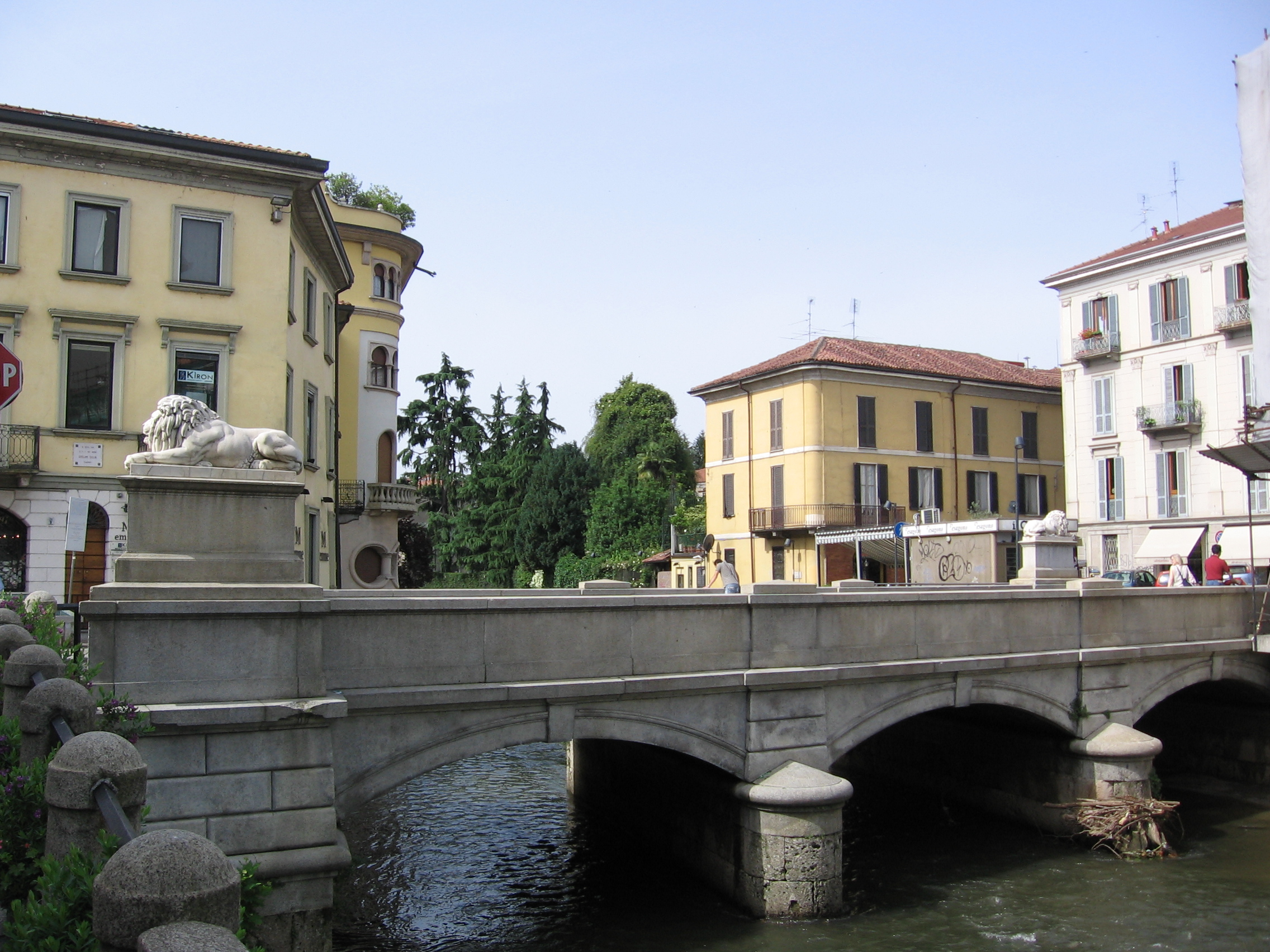
Most lvů
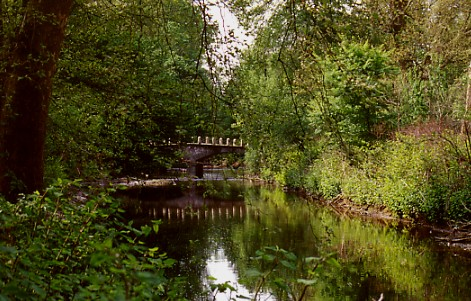
Řeka Lambro

## Osobnosti
- Simona Brambilla MC (* 1965) – katolická řeholnice, historicky první prefektka v čele dikasteria Římské kurie

## Partnerská města
- Indianapolis, Spojené státy americké
- Praha, Česká republika